# Copa Mundial de Baloncesto Femenino
La Copa Mundial de Baloncesto Femenino (hasta 2014 denominada Campeonato Mundial de Baloncesto Femenino) es la máxima competición internacional entre selecciones nacionales femeninas de baloncesto que forman parte de la Federación Internacional de Baloncesto (FIBA). El campeonato se celebra desde 1953 y desde 1986 cada cuatro años. Es el evento más importante del baloncesto femenino, aunque el torneo olímpico posee el mismo prestigio.

## Historia
El campeonato comenzó a disputarse tres años después del primer Mundial masculino. El primer campeonato fue el de Chile 1953, en el que participaron diez países. Pero el número de equipos ha variado a lo largo de las ediciones: en la de 1959, celebrada en la Unión Soviética en plena Guerra Fría, compitieron solo ocho equipos, todos de países socialistas europeos, excepto la débil selección de Corea del Sur (como curiosidad, ha sido, hasta la fecha, el único Mundial donde no ha participado Estados Unidos).
El número de equipos aumentó a 16 para la edición de 1990. Además, desde el año 1986 los dos torneos mundiales de categoría absoluta se celebraban el mismo año (cada 4 años), para que de este modo haya un período de dos años entre los Mundiales y los Juegos Olímpicos. En 2014 se modificó el calendario y la Copa masculina se celebra un año después de la femenina.

## Palmarés
| Edición      | Sede                         |                      | Resultado |                 |                | Resultado | 4º puesto         |
| ------------ | ---------------------------- | -------------------- | --------- | --------------- | -------------- | --------- | ----------------- |
| I (1953)     | (Santiago de Chile)          | Estados Unidos       | Liga      | Chile           | Francia        | Liga      | Brasil            |
| II (1957)    | (Rio de Janeiro)             | Estados Unidos (2º)  | Liga      | Unión Soviética | Checoslovaquia | Liga      | Brasil            |
| III (1959)   | (Moscú)                      | Unión Soviética      | Liga      | Bulgaria        | Checoslovaquia | Liga      | Yugoslavia        |
| IV (1964)    | (Lima)                       | Unión Soviética (2º) | Liga      | Checoslovaquia  | Bulgaria       | Liga      | Estados Unidos    |
| V (1967)     | (Praga)                      | Unión Soviética (3º) | Liga      | Corea del Sur   | Checoslovaquia | Liga      | Alemania Oriental |
| VI (1971)    | (São Paulo)                  | Unión Soviética (4º) | Liga      | Checoslovaquia  | Brasil         | Liga      | Corea del Sur     |
| VII (1975)   | (Cali)                       | Unión Soviética (5º) | Liga      | Japón           | Checoslovaquia | Liga      | Italia            |
| VIII (1979)  | (Seúl)                       | Estados Unidos (3º)  | Liga      | Corea del Sur   | Canadá         | Liga      | Australia         |
| IX (1983)    | (Rio de Janeiro)             | Unión Soviética (6º) | 84–42     | Estados Unidos  | China          | 71–63     | Corea del Sur     |
| X (1986)     | (Moscú)                      | Estados Unidos (4º)  | 108–88    | Unión Soviética | Canadá         | 64–59     | Checoslovaquia    |
| XI (1990)    | (Kuala Lumpur)               | Estados Unidos (5º)  | 88–78     | Yugoslavia      | Cuba           | 83–61     | Checoslovaquia    |
| XII (1994)   | (Sídney)                     | Brasil (1º)          | 96–87     | China           | Estados Unidos | 100–95    | Australia         |
| XIII (1998)  | (Berlín)                     | Estados Unidos (6º)  | 71–65     | Rusia           | Australia      | 72–67     | Brasil            |
| XIV (2002)   | (Nanjing)                    | Estados Unidos (7º)  | 79–74     | Rusia           | Australia      | 91–63     | Corea del Sur     |
| XV (2006)    | (São Paulo)                  | Australia (1º)       | 91–74     | Rusia           | Estados Unidos | 99–59     | Brasil            |
| XVI (2010)   | (Karlovy Vary)               | Estados Unidos (8º)  | 89–69     | República Checa | España         | 77–68     | Bielorrusia       |
| XVII (2014)  | (Estambul)                   | Estados Unidos (9º)  | 77–64     | España          | Australia      | 74–44     | Turquía           |
| XVIII (2018) | (San Cristóbal de La Laguna) | Estados Unidos (10º) | 73–56     | Australia       | España         | 67–60     | Bélgica           |
| XIX (2022)   | (Sídney                      | Estados Unidos (11º) | 83–61     | China           | Australia      | 95–65     | Canadá            |
| XX (2026)    | (Berlín)                     |                      |           |                 |                |           |                   |

## Medallero histórico
- Actualizado hasta Australia 2022.

| Núm.  | País            | Oro | Plata | Bronce | Total |
| ----- | --------------- | --- | ----- | ------ | ----- |
| 1     | Estados Unidos  | 11  | 1     | 2      | 14    |
| 2     | Rusia           | 6   | 5     | 0      | 11    |
| 3     | Australia       | 1   | 1     | 4      | 6     |
| 4     | Brasil          | 1   | 0     | 1      | 2     |
| 5     | República Checa | 0   | 3     | 4      | 7     |
| 6     | China           | 0   | 2     | 1      | 3     |
| 7     | Corea del Sur   | 0   | 2     | 0      | 2     |
| 8     | España          | 0   | 1     | 2      | 3     |
| 9     | Bulgaria        | 0   | 1     | 1      | 2     |
| 10    | Chile           | 0   | 1     | 0      | 1     |
| 10    | Japón           | 0   | 1     | 0      | 1     |
| 10    | Yugoslavia      | 0   | 1     | 0      | 1     |
| 13    | Canadá          | 0   | 0     | 2      | 2     |
| 14    | Cuba            | 0   | 0     | 1      | 1     |
| 14    | Francia         | 0   | 0     | 1      | 1     |
| TOTAL | TOTAL           | 19  | 19    | 19     | 57    |

1. ↑  Incluye las medallas obtenidas por la URSS.
2. ↑  Incluye las medallas obtenidas por Checoslovaquia.

## Participaciones
| Equipo                          | 1953                             | 1957                             | 1959                             | 1964                             | 1967                             | 1971                             | 1975                             | 1979                             | 1983                             | 1986                             | 1990                             | 1994                     | 1998                     | 2002                     | 2006                     | 2010                     | 2014                     | 2018                     | 2022                     | 2026                     | Total |
| Alemania                        |                                  |                                  |                                  |                                  |                                  |                                  |                                  |                                  |                                  |                                  |                                  |                          | 11º                      |                          |                          |                          |                          |                          |                          | Q                        | 2     |
| Alemania Democrática †          |                                  |                                  |                                  |                                  | 4º                               |                                  |                                  |                                  |                                  |                                  |                                  | Reunificada con Alemania | Reunificada con Alemania | Reunificada con Alemania | Reunificada con Alemania | Reunificada con Alemania | Reunificada con Alemania | Reunificada con Alemania | Reunificada con Alemania | Reunificada con Alemania | 1     |
| Angola                          |                                  |                                  |                                  |                                  |                                  |                                  |                                  |                                  |                                  |                                  |                                  |                          |                          |                          |                          |                          | 16º                      |                          |                          |                          | 1     |
| Argentina                       | 6º                               | 9º                               |                                  | 13º                              |                                  | 11º                              |                                  |                                  |                                  |                                  |                                  |                          | 15º                      | 10º                      | 9º                       | 14º                      |                          | 15º                      |                          |                          | 9     |
| Australia                       |                                  | 10º                              |                                  |                                  | 10º                              | 9º                               | 10º                              | 4º                               | 11º                              | 9º                               | 6º                               | 4º                       | 3º                       | 3º                       | 1º                       | 5º                       | 3º                       | 2º                       | 3º                       | Q                        | 17    |
| Bélgica                         |                                  |                                  |                                  |                                  |                                  |                                  |                                  |                                  |                                  |                                  |                                  |                          |                          |                          |                          |                          |                          | 4º                       | 5º                       | Q                        | 3     |
| Bielorrusia                     | como parte de la Unión Soviética | como parte de la Unión Soviética | como parte de la Unión Soviética | como parte de la Unión Soviética | como parte de la Unión Soviética | como parte de la Unión Soviética | como parte de la Unión Soviética | como parte de la Unión Soviética | como parte de la Unión Soviética | como parte de la Unión Soviética | como parte de la Unión Soviética |                          |                          |                          |                          | 4º                       | 10º                      |                          | X                        | X                        | 2     |
| Bolivia                         |                                  |                                  |                                  |                                  |                                  |                                  |                                  | 10º                              |                                  |                                  |                                  |                          |                          |                          |                          |                          |                          |                          |                          |                          | 1     |
| Bosnia y Herzegovina            | como parte de Yugoslavia         | como parte de Yugoslavia         | como parte de Yugoslavia         | como parte de Yugoslavia         | como parte de Yugoslavia         | como parte de Yugoslavia         | como parte de Yugoslavia         | como parte de Yugoslavia         | como parte de Yugoslavia         | como parte de Yugoslavia         | como parte de Yugoslavia         |                          |                          |                          |                          |                          |                          |                          | 12º                      |                          | 1     |
| Brasil                          | 4º                               | 4º                               |                                  | 5º                               | 8º                               | 3º                               | 12º                              | 9º                               | 5º                               | 11º                              | 10º                              | 1º                       | 4º                       | 7º                       | 4º                       | 9º                       | 11º                      |                          |                          |                          | 16    |
| Bulgaria                        |                                  |                                  | 2º                               | 3º                               | 7º                               |                                  |                                  | R                                | 6º                               | 7º                               | 8º                               |                          |                          |                          |                          |                          |                          |                          |                          |                          | 6     |
| Canadá                          |                                  |                                  |                                  |                                  |                                  | 10º                              | 11º                              | 3º                               | 9º                               | 3º                               | 7º                               | 7º                       |                          |                          | 10º                      | 12º                      | 5º                       | 7º                       | 4º                       |                          | 12    |
| Checoslovaquia †                |                                  | 3º                               | 3º                               | 2º                               | 3º                               | 2º                               | 3º                               | R                                |                                  | 4º                               | 4º                               | Extinta                  | Extinta                  | Extinta                  | Extinta                  | Extinta                  | Extinta                  | Extinta                  | Extinta                  | Extinta                  | 8º    |
| Chile                           | 2º                               | 7º                               |                                  | 11º                              |                                  |                                  |                                  |                                  |                                  |                                  |                                  |                          |                          |                          |                          |                          |                          |                          |                          |                          | 3     |
| China                           |                                  |                                  |                                  |                                  |                                  |                                  |                                  | R                                | 3º                               | 5º                               | 9º                               | 2º                       | 12º                      | 6º                       | 12º                      | 13º                      | 6º                       | 6º                       | 2º                       |                          | 11    |
| China Taipéi                    |                                  |                                  |                                  |                                  |                                  |                                  |                                  |                                  |                                  | 12º                              |                                  | 14º                      |                          | 14º                      | 14º                      |                          |                          |                          |                          |                          | 4     |
| Colombia                        |                                  |                                  |                                  |                                  |                                  |                                  | 7º                               |                                  |                                  |                                  |                                  |                          |                          |                          |                          |                          |                          |                          |                          |                          | 1     |
| Corea del Norte                 |                                  |                                  | 8º                               |                                  |                                  |                                  |                                  |                                  |                                  |                                  |                                  |                          |                          |                          |                          |                          |                          |                          |                          |                          | 1     |
| Corea del Sur                   |                                  |                                  |                                  | 8º                               | 2º                               | 4º                               | 5º                               | 2º                               | 4º                               | 10º                              | 11º                              | 10º                      | 13º                      | 4º                       | 13º                      | 8º                       | 13º                      | 14º                      | 10º                      |                          | 16    |
| Cuba                            | 10º                              | 12º                              |                                  |                                  |                                  | 7º                               |                                  |                                  | 10º                              | 6º                               | 3º                               | 6º                       | 7º                       | 9º                       | 11º                      |                          | 12º                      |                          |                          |                          | 11    |
| Ecuador                         |                                  |                                  |                                  |                                  |                                  | 12º                              |                                  |                                  |                                  |                                  |                                  |                          |                          |                          |                          |                          |                          |                          |                          |                          | 1     |
| Eslovaquia                      |                                  |                                  |                                  |                                  |                                  |                                  |                                  |                                  |                                  |                                  |                                  | 5º                       | 8º                       |                          |                          |                          |                          |                          |                          |                          | 2     |
| España                          |                                  |                                  |                                  |                                  |                                  |                                  |                                  |                                  |                                  |                                  |                                  | 8º                       | 5º                       | 5º                       | 8º                       | 3º                       | 2º                       | 3º                       |                          |                          | 7     |
| Estados Unidos                  | 1º                               | 1º                               |                                  | 4º                               | 11º                              | 8º                               | 8º                               | 1º                               | 2º                               | 1º                               | 1º                               | 3º                       | 1º                       | 1º                       | 3º                       | 1º                       | 1º                       | 1º                       | 1º                       | Q                        | 18    |
| Francia                         | 3º                               |                                  |                                  | 10º                              |                                  | 6º                               |                                  | 7º                               |                                  |                                  |                                  | 9º                       |                          | 8º                       | 5º                       | 6º                       | 7º                       | 5º                       | 7º                       |                          | 11    |
| Grecia                          |                                  |                                  |                                  |                                  |                                  |                                  |                                  |                                  |                                  |                                  |                                  |                          |                          |                          |                          | 11º                      |                          | 11º                      |                          |                          | 2     |
| Hungría                         |                                  | 5º                               | 7º                               |                                  |                                  |                                  | 9º                               |                                  |                                  | 8º                               |                                  |                          | 10º                      |                          |                          |                          |                          |                          |                          |                          | 5     |
| Italia                          |                                  |                                  |                                  |                                  | 9º                               |                                  | 4º                               | 5º                               |                                  |                                  | 13º                              | 11º                      |                          |                          |                          |                          |                          |                          |                          |                          | 5     |
| Japón                           |                                  |                                  |                                  | 9º                               | 5º                               | 5º                               | 2º                               | 6º                               | 12º                              |                                  | 12º                              | 12º                      | 9º                       | 13º                      |                          | 10º                      | 14º                      | 9º                       | 9º                       |                          | 14    |
| Kenia                           |                                  |                                  |                                  |                                  |                                  |                                  |                                  |                                  |                                  |                                  |                                  | 16º                      |                          |                          |                          |                          |                          |                          |                          |                          | 1     |
| Letonia                         | como parte de la Unión Soviética | como parte de la Unión Soviética | como parte de la Unión Soviética | como parte de la Unión Soviética | como parte de la Unión Soviética | como parte de la Unión Soviética | como parte de la Unión Soviética | como parte de la Unión Soviética | como parte de la Unión Soviética | como parte de la Unión Soviética | como parte de la Unión Soviética |                          |                          |                          |                          |                          |                          | 13º                      |                          |                          | 1     |
| Lituania                        | como parte de la Unión Soviética | como parte de la Unión Soviética | como parte de la Unión Soviética | como parte de la Unión Soviética | como parte de la Unión Soviética | como parte de la Unión Soviética | como parte de la Unión Soviética | como parte de la Unión Soviética | como parte de la Unión Soviética | como parte de la Unión Soviética | como parte de la Unión Soviética |                          | 6º                       | 11º                      | 6º                       |                          |                          |                          |                          |                          | 3     |
| Madagascar                      |                                  |                                  |                                  |                                  |                                  | 13º                              |                                  |                                  |                                  |                                  |                                  |                          |                          |                          |                          |                          |                          |                          |                          |                          | 1     |
| Malasia                         |                                  |                                  |                                  |                                  |                                  |                                  |                                  | 11º                              |                                  |                                  | 16º                              |                          |                          |                          |                          |                          |                          |                          |                          |                          | 2     |
| Malí                            |                                  |                                  |                                  |                                  |                                  |                                  |                                  |                                  |                                  |                                  |                                  |                          |                          |                          |                          | 15º                      |                          |                          | 11º                      |                          | 2     |
| México                          | 8º                               | 8º                               |                                  |                                  |                                  |                                  | 6º                               | R                                |                                  |                                  |                                  |                          |                          |                          |                          |                          |                          |                          |                          |                          | 3     |
| Mozambique                      |                                  |                                  |                                  |                                  |                                  |                                  |                                  |                                  |                                  |                                  |                                  |                          |                          |                          |                          |                          | 15º                      |                          |                          |                          | 1     |
| Nigeria                         |                                  |                                  |                                  |                                  |                                  |                                  |                                  |                                  |                                  |                                  |                                  |                          |                          |                          | 16º                      |                          |                          | 8º                       | R                        | Q                        | 3     |
| Nueva Zelanda                   |                                  |                                  |                                  |                                  |                                  |                                  |                                  |                                  |                                  |                                  |                                  | 15º                      |                          |                          |                          |                          |                          |                          |                          |                          | 1     |
| Paraguay                        | 5º                               | 6º                               |                                  | 12º                              |                                  |                                  |                                  |                                  |                                  |                                  |                                  |                          |                          |                          |                          |                          |                          |                          |                          |                          | 3     |
| Países Bajos                    |                                  |                                  |                                  |                                  |                                  |                                  |                                  | 8º                               |                                  |                                  |                                  |                          |                          |                          |                          |                          |                          |                          |                          |                          | 1     |
| Perú                            | 7º                               | 11º                              |                                  | 7º                               |                                  |                                  |                                  |                                  | 13º                              |                                  |                                  |                          |                          |                          |                          |                          |                          |                          |                          |                          | 4     |
| Polonia                         |                                  |                                  | 5º                               |                                  |                                  |                                  |                                  |                                  | 7º                               |                                  |                                  | 13º                      |                          |                          |                          |                          |                          |                          |                          |                          | 3     |
| Puerto Rico                     |                                  |                                  |                                  |                                  |                                  |                                  |                                  |                                  |                                  |                                  |                                  |                          |                          |                          |                          |                          |                          | 16º                      | 8º                       |                          | 2     |
| República Checa                 | como parte de Checoslovaquia     | como parte de Checoslovaquia     | como parte de Checoslovaquia     | como parte de Checoslovaquia     | como parte de Checoslovaquia     | como parte de Checoslovaquia     | como parte de Checoslovaquia     | como parte de Checoslovaquia     | como parte de Checoslovaquia     | como parte de Checoslovaquia     | como parte de Checoslovaquia     |                          |                          |                          | 7º                       | 2º                       | 9º                       |                          |                          |                          | 3     |
| República Democrática del Congo |                                  |                                  |                                  |                                  |                                  |                                  |                                  |                                  | 14º                              |                                  | 15º                              |                          | 16º                      |                          |                          |                          |                          |                          |                          |                          | 3     |
| Rumania                         |                                  |                                  | 6º                               |                                  |                                  |                                  |                                  |                                  |                                  |                                  |                                  |                          |                          |                          |                          |                          |                          |                          |                          |                          | 1     |
| Rusia                           | como parte de la Unión Soviética | como parte de la Unión Soviética | como parte de la Unión Soviética | como parte de la Unión Soviética | como parte de la Unión Soviética | como parte de la Unión Soviética | como parte de la Unión Soviética | como parte de la Unión Soviética | como parte de la Unión Soviética | como parte de la Unión Soviética | como parte de la Unión Soviética |                          | 2º                       | 2º                       | 2º                       | 7º                       |                          |                          | X                        | X                        | 4     |
| Senegal                         |                                  |                                  |                                  |                                  |                                  |                                  | 13º                              | 12º                              | R                                |                                  | 14º                              | R                        | 14º                      | 15º                      | 15º                      | 16º                      |                          | 12º                      |                          |                          | 8     |
| Serbia                          | como parte de Yugoslava          | como parte de Yugoslava          | como parte de Yugoslava          | como parte de Yugoslava          | como parte de Yugoslava          | como parte de Yugoslava          | como parte de Yugoslava          | como parte de Yugoslava          | como parte de Yugoslava          | como parte de Yugoslava          | como parte de Yugoslava          | como Serbia y Montenegro | como Serbia y Montenegro | como Serbia y Montenegro | como Serbia y Montenegro |                          | 8º                       |                          | 6º                       |                          | 2     |
| Serbia y Montenegro             | como parte de Yugoslava          | como parte de Yugoslava          | como parte de Yugoslava          | como parte de Yugoslava          | como parte de Yugoslava          | como parte de Yugoslava          | como parte de Yugoslava          | como parte de Yugoslava          | como parte de Yugoslava          | como parte de Yugoslava          | como parte de Yugoslava          |                          |                          |                          | 12º                      | Extinta                  | Extinta                  | Extinta                  | Extinta                  | Extinta                  | 1     |
| Suiza                           | 9º                               |                                  |                                  |                                  |                                  |                                  |                                  |                                  |                                  |                                  |                                  |                          |                          |                          |                          |                          |                          |                          |                          |                          | 1     |
| Túnez                           |                                  |                                  |                                  |                                  |                                  |                                  |                                  |                                  |                                  |                                  |                                  |                          |                          | 16º                      |                          |                          |                          |                          |                          |                          | 1     |
| Turquía                         |                                  |                                  |                                  |                                  |                                  |                                  |                                  |                                  |                                  |                                  |                                  |                          |                          |                          |                          |                          |                          |                          |                          |                          |       |
| Unión Soviética †               |                                  | 2º                               | 1º                               | 1º                               | 1º                               | 1º                               | 1º                               | R                                | 1º                               | 2º                               | 5º                               | Extinta                  | Extinta                  | Extinta                  | Extinta                  | Extinta                  | Extinta                  | Extinta                  | Extinta                  | Extinta                  | 9     |
| Yugoslavia †                    |                                  |                                  | 4º                               | 6º                               | 6º                               |                                  |                                  | R                                | 8º                               |                                  | 2º                               | Extinta                  | Extinta                  | Extinta                  | Extinta                  | Extinta                  | Extinta                  | Extinta                  | Extinta                  | Extinta                  | 5     |
| Total                           | 10                               | 12                               | 8                                | 13                               | 11                               | 13                               | 13                               | 12                               | 14                               | 12                               | 16                               | 16                       | 16                       | 16                       | 16                       | 16                       | 16                       | 16                       | 12                       | 16                       |       |